# Panzerförderer

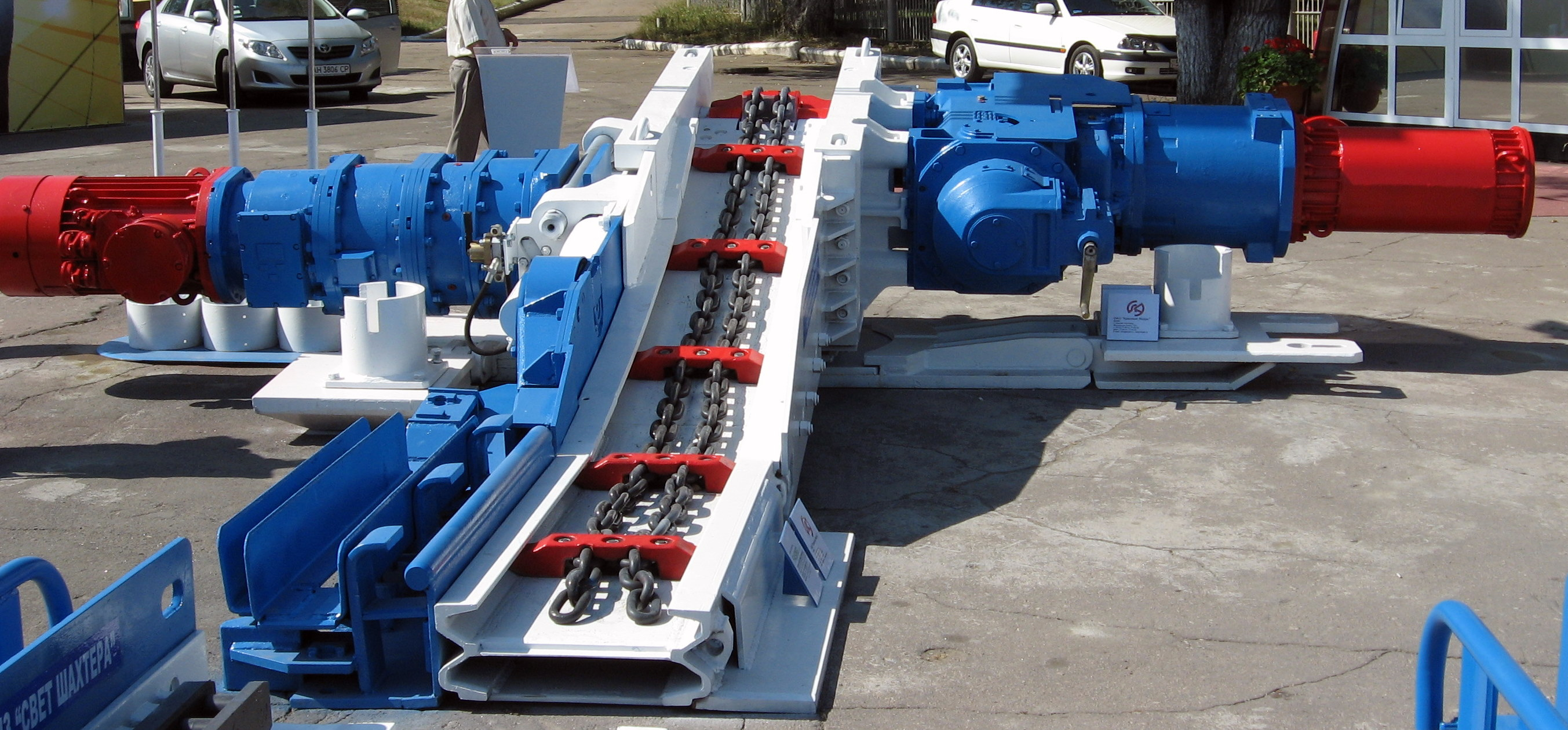
Panzerförderer mit Antriebseinheit

Ein Panzerförderer (auch Kettenkratzförderer, Kratzkettenförderer oder umgangssprachlich Panzer genannt) ist ein Fördermittel im Bergbau. Es wird überwiegend als Abbaufördermittel im Steinkohlenstreb verwendet. Der Panzerförderer gehört fördertechnisch betrachtet zu den Stetigförderern. Mit ihm lassen sich Schüttgüter wie z. B. Kohle waagerecht oder leicht ansteigend fördern. Seine Bezeichnung Panzerförderer erhielt der Förderer, weil er gegen hereinbrechende Kohle oder gesprengtes Nebengestein gepanzert sein muss. Er verdrängte im Bergbau ab dem Jahr 1950 die Schüttelrutsche.

## Grundlagen und Geschichte
In den 1940er Jahren ging man im Steinkohlenbergbau allmählich dazu über, die Kohlengewinnung mittels Kohlenhobel zu mechanisieren. Hierfür wurde ein passendes Fördermittel benötigt, das robust genug war, um den mechanischen Belastungen standzuhalten. Die bis dahin verwendete Schüttelrutsche war dafür ungeeignet. Ihr fehlte eine ausreichende seitliche Führung, an der der Kohlenhobel entlanggleiten konnte. Panzerförderer waren bereits Anfang der 1940er Jahre auf oberschlesischen Steinkohlenbergwerken im Einsatz. Am besten war und ist der Kettenkratzförderer für die schweren Bedingungen in den Streben geeignet. Für den Einsatz im Bergbau unter Tage wurde er so konstruiert, dass er selbst herunterfallendes Nebengestein unbeschadet fördern konnte. Angetrieben mittels Druckluftmotoren wurde er ab den 1940er im deutschen Steinkohlenbergbau als Strebförderer eingesetzt. Im Laufe der Jahre wurde der Panzerförderer nach und nach zum wichtigsten Fördermittel in den Abbaubetrieben des Steinkohlenbergbaus. Nachdem bis in die Mitte der 1950er Jahre die vollmechanische Gewinnung mittels Kohlenhobel eingesetzt wurde, verdrängte der Panzerförderer die Schüttelrutsche komplett aus dem Untertagebergbau. Um die Leistungsfähigkeit der Panzerförderer zu untersuchen wurden bereits gegen Ende der 1940er Jahre mehrere Versuche mit einem Westfalia-Panzerförderer in einem Abbaubetrieb der Zeche Friedrich Heinrich durchgeführt. Im Laufe der Jahre wurde der Panzerförderer weiter verbessert und verstärkt, sodass er eine längere Lebensdauer hatte. Zudem wurde bei Neukonstruktionen darauf geachtet, dass der Panzerförderer sich im Bedarfsfall leichter reparieren lies.

## Aufbau
Der Panzerförderer besteht aus mehreren zusammengesetzten Stahlblechrinnen, den Panzerrinnen. In den Stahlblechrinnen befinden sich speziell geformte Mitnehmer, die je nach Typ mit einer oder mit zwei Ketten untereinander verbunden sind. An den Enden des Panzers sitzen die Panzerantriebe.

### Panzerrinne

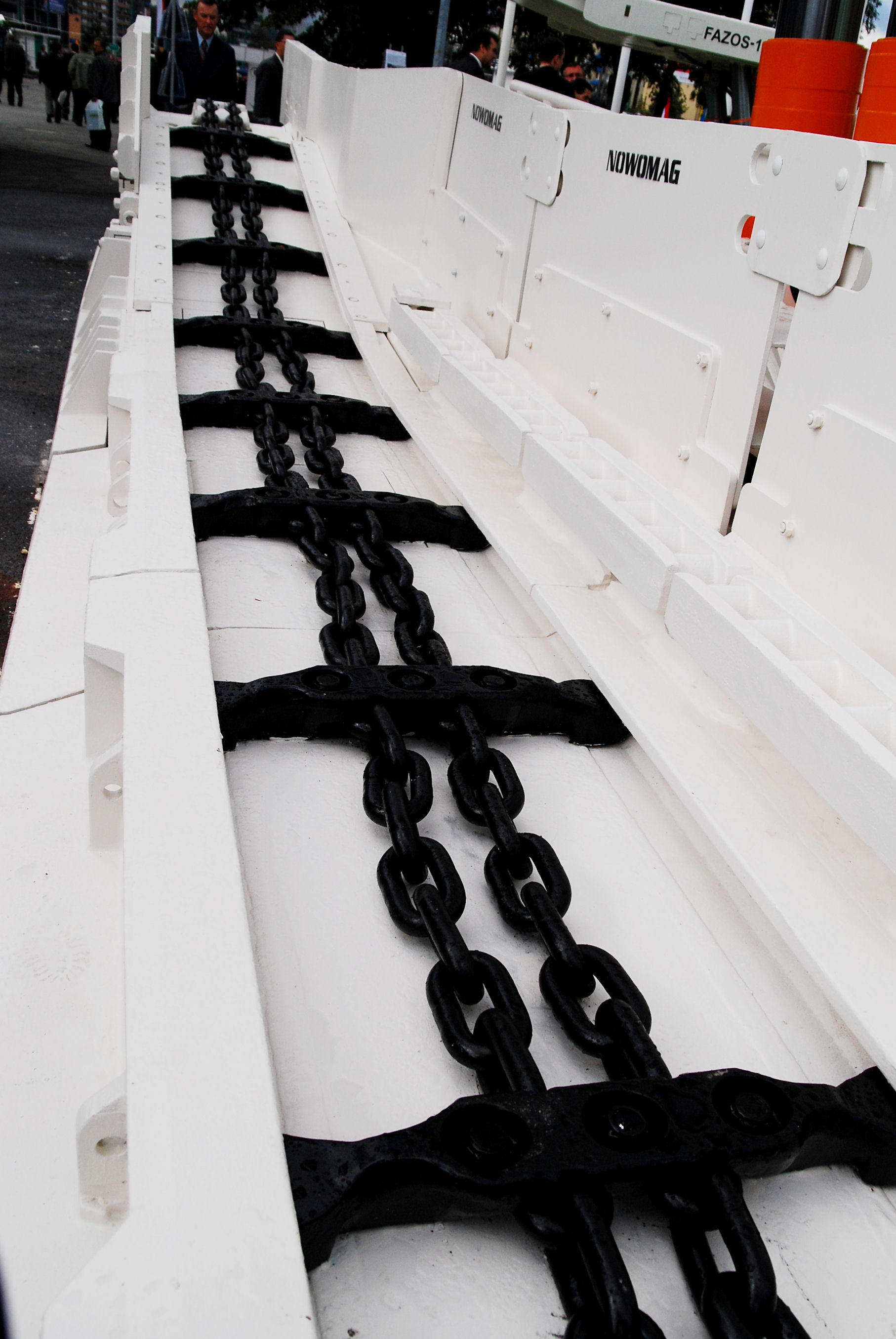
Ansicht Förderbett

Die Panzerrinne ist das Hauptelement beim Panzerförderer. Sie besteht aus rechteckig geschnittenem Stahlblech, die Abmessungen sind je nach Rinnentyp unterschiedlich. Diese Stahlblechplatten sind mit gewalzten sigmaförmigen Seitenprofilen verschweißt, die die gleiche Materialstärke haben wie das Bodenblech. Die Seitenprofile sind je nach Panzertyp unterschiedlich geformt. Durch diese Bauweise erhält die Panzerrinne ein Ober- und ein Untertrum. Im Obertrum wird das Fördergut bewegt und im Untertrum werden die Ketten zurückgeführt. Jedes Rinnenelement hat in der Regel, je nach Panzerförderertyp, eine Länge von 1,5 bis zwei Metern und eine Breite von 0,8 bis 1,5 Metern. Um die Zahl der Rinnenverbindungen zu reduzieren, werden bei längeren Rinnensträngen Rinnen mit einer Einzellänge von drei Metern verwendet. Die einzelnen Rinnen lassen sich zu einem Rinnenstrang zusammenmontieren, die Länge des Rinnenstrangs ist dabei variabel. Der Untertrum ist mittels eines Stahlbleches verschlossen. Da er so wenig Widerstand gegen Verschieben hat, lässt sich der Panzerförderer auf der Sohle besser hin und her schieben. Die Rinnen werden an Vertiefungen im Seitenprofil verschraubt oder mittels Bolzen zusammengesteckt. Damit die Mitnehmer möglichst verschleißarm durch den Rinnenstrang gleiten, sind bei modernen Panzerförderern die Bodenbleche der Rinnen an den Rinnenübergängen mit einer Zentrierüberlappung versehen. Die Rinnenverbindungen ermöglichen ein Verschwenken der einzelnen Rinnen untereinander um etwa vier bis fünf Grad, sowohl in horizontaler als auch in vertikaler Richtung. Dies ist erforderlich, um den Rinnenstrang an die unterschiedlichen Liegendverhältnisse anzupassen. Neben den normalen Panzerrinnen gibt es auch Passrinnen, mit denen es ermöglicht wird, die Länge des Panzers an die örtlichen Gegebenheiten anzupassen. Dies ist erforderlich, um die richtige Lage für die Abwurfstelle zu bekommen. Für den Übergang zwischen Normalrinnen und der Antriebsstation gibt es spezielle Anschlussrinnen, um den Übergang vom Antrieb auf den Rinnenstrang allmählich anzupassen. Um bei Reparaturen einen Zugang zum Untertrum zu haben, wurden spezielle Inspektionsrinnen entwickelt und in den Rinnenstrang integriert.

### Bracken
Die Bracken sind an den Seitenprofilen angebrachte Aufsetzbleche. Diese Bleche ermöglichen ein höheres Beladen des Panzers und verhindern das Überlaufen und somit Förderverluste. An den Bracken befinden sich in der Regel Vorrichtungen, die das geschützte Verlegen von elektrischen Leitungen und Druckluft- oder Wasserschläuchen ermöglichen. Bei Strebpanzern sind nur an der dem Kohlenstoß abgewandten Seite Bracken angebracht.

### Mitnehmer
Die Mitnehmer des Panzerförderers stellen den Eingriff in das Fördergut her. Es gibt Mitnehmer mit einer und mit zwei Ketten. Bei den Mitnehmern mit Doppelkette gibt es die Möglichkeiten, die Kette außen oder mittig am Mitnehmer anzubringen. Entsprechend der Anzahl und Lage der Ketten am Mitnehmer bezeichnet man den Förderer als Einkettenförderer, Doppelmittenkettenförderer oder Doppelaußenkettenförder. Für den Abbau in geneigter Lagerung gibt es Mitnehmer, die mit Bremsklappen versehen sind. Diese Bremsklappen haben die Aufgabe, das Fördergut im Obertrum abzubremsen.

### Panzerkette
Als Panzerketten werden Ketten mit einer hohen Werkstoffgüte verwendet, die an den Enden optimal miteinander verschweißt werden. Die Ketten müssen entsprechend der Belastung entsprechend stark dimensioniert sein. Bei Doppelkettenförderern werden Panzerketten mit Gliederstärken von 18 Millimetern und darüber verwendet. Heutige Panzerketten haben Nenndicken von 30 Millimetern und mehr. Bei einer weiteren Steigerung der Antriebsleistung müssen noch dickere Ketten eingesetzt werden. Dies hat zufolge, dass die Ketten, je nach Antriebsleistung eine Nenndicke von bis zu 52 Millimetern haben. Die Ketten werden entweder als durchgehende Ketten jeweils mit den Mitnehmern verbunden oder als Einzelkettenstücke von einem Meter Länge mit Kettenschlössern am Mitnehmer befestigt. Damit das Kettenband im Panzer straff gespannt ist und im Untertrog nicht durchhängt, wird es mit einem pneumatisch oder hydraulisch betriebenen Kettenspanngerät gespannt. Es gibt auch die Möglichkeit, die Ketten über eine Kettenspannvorrichtung zu spannen oder zu entspannen. Dies geschieht dann bei abgeschalteten Fördermotoren über einen Eingriff in das Fördergetriebe. Die Ketten können durch Verschleiß oder Korrosion geschwächt werden, bei anschließender Belastung kann es dann zum Kettenbruch kommen. Bei einem Kettenbruch muss die Kette an der Bruchstelle mit einem Sonderkettenglied, dem Kettenschloss, wieder zusammengefügt werden.

### Antriebsstation

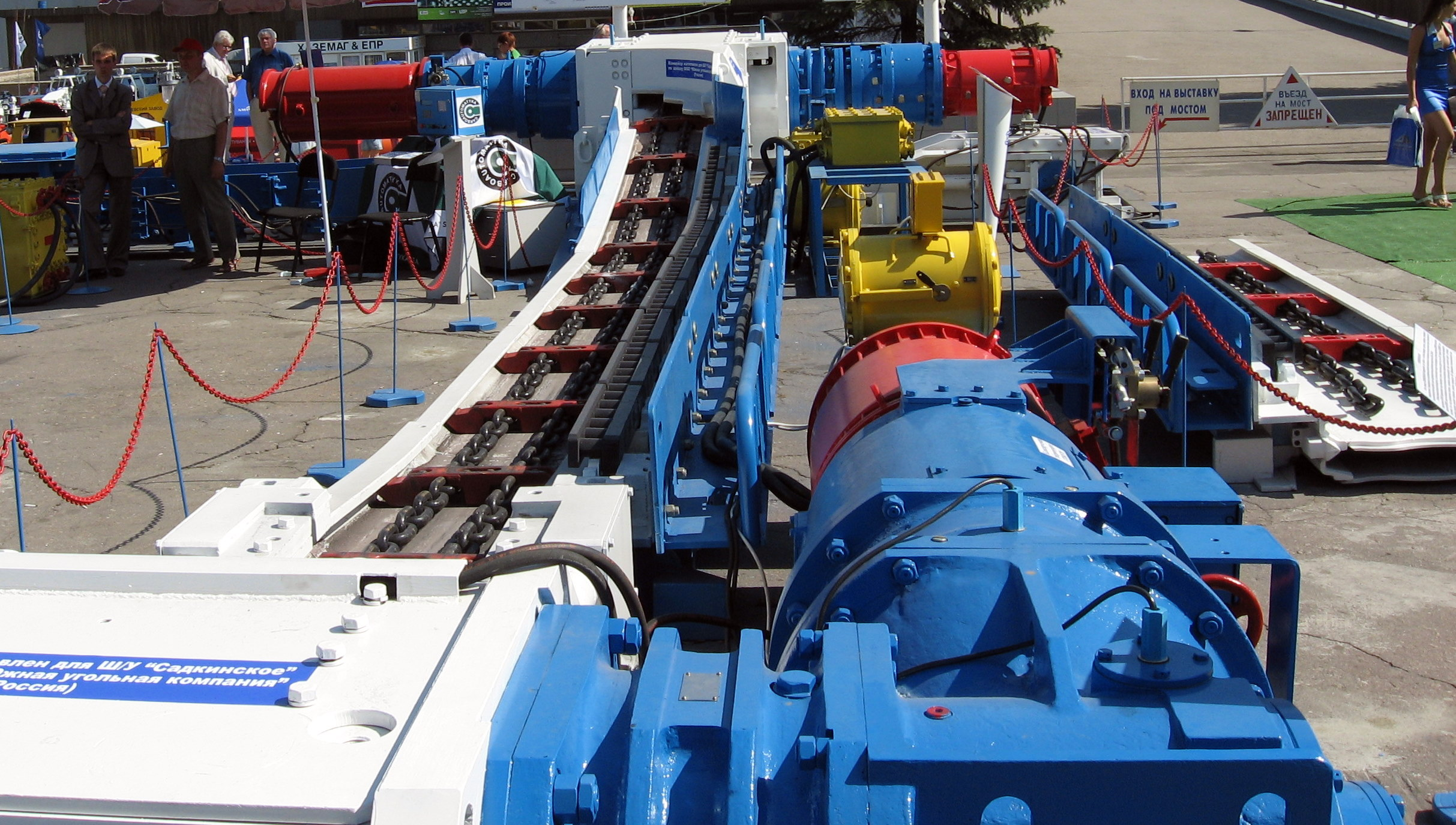
Panzerförderer, Blick auf die Antriebsstation

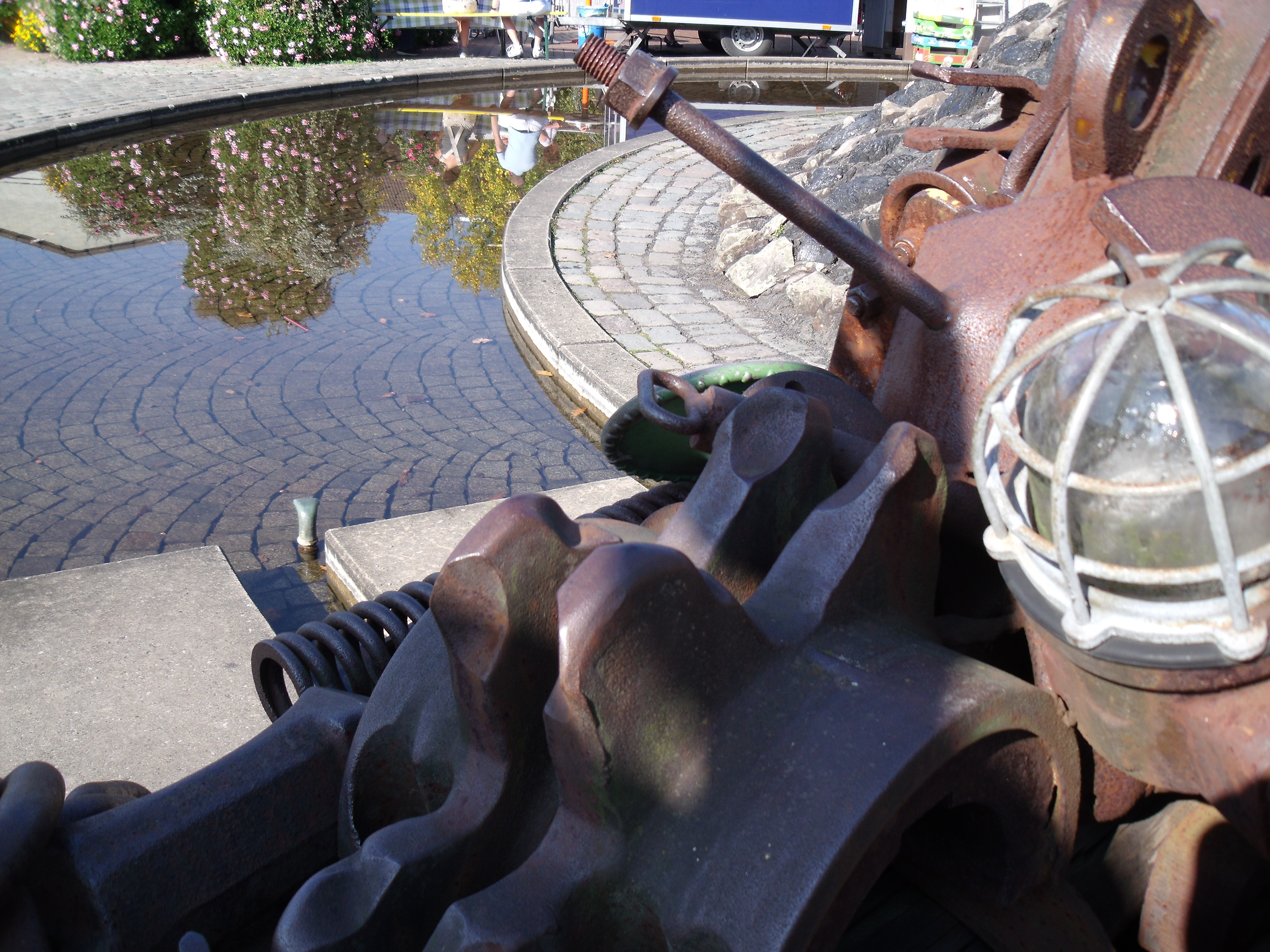
Kettenstern auf einem Flachwagen

Die Antriebsstation ist so ähnlich aufgebaut wie der Hobelantrieb. Aufgrund der hohen Nutzlasten und der konstruktionsbedingten großen Totlasten müssen die Antriebe entsprechend dimensioniert werden. Der Panzerantrieb besteht aus einem Maschinenrahmen, dem Getriebe, der Kupplung, dem Antriebsmotor und dem Kettenstern. Als Antriebsmotoren werden Druckluft- oder Drehstrommotoren verwendet. Die Antriebsleistung lag bei großen Antrieben anfänglich bei über 100 Kilowatt. Im Laufe der Jahre wurden immer stärkere Motoren mit Leistungen von 400 Kilowatt erforderlich. Je nach Länge, Fördermenge und Einfallen sind bis zu vier Antriebsmotoren erforderlich. Bei heutigen modernen Panzerfördern liegt die Antriebsleistung pro Motor bei über 1200 Kilowatt, sodass die gesamte Antriebsleistung eines Panzerförderers bei bis zu 4,5 Megawatt liegt. Als Kupplungen werden bei Antrieben mit Elektromotoren Turbokupplungen benötigt, da durch sie eine Anfahrerleichterung und ein Blockierschutz ermöglicht wird. Außerdem werden durch die Kupplungen die leichten Drehzahlunterschiede der Motoren ausgeglichen. Bei Druckluftmotoren werden die Motoren über eine elastische Bolzenkupplung mit dem Getriebe verbunden. Die Gründe hierfür sind die weichen Anfahreigenschaften der Druckluftmotoren. Die Getriebe für Kettenkratzförderer sind kompakt gebaut, sie können bei gleichzeitig kleinerem Volumen große Leistungen und Drehmomente übertragen. Dadurch bedingt müssen diese Getriebe gut geschmiert und gekühlt werden. Es werden je nach Leistung Getriebe mit Luft- oder mit Wasserkühlung eingesetzt. Die Schmierung der Getriebe erfolgt mittels Ölschmierung. Insbesondere die Kühleinrichtungen und die Schmierung der Getriebe benötigen regelmäßige Wartungen und müssen öfters auf Leckagen überprüft werden.

## Verwendung und Typen
Panzerförderer werden als Fördermittel in Abbau- und Vorrichtungsbetrieben eingesetzt. Je nach Verwendungszweck unterscheidet man Strebpanzer, Ladepanzer und mobile Panzer.

### Strebpanzer
Als Strebpanzer werden schwere Kettenkratzförderer eingesetzt, diese Förderer sind besonders robust gebaut. Bei diesen schweren Panzerförderern haben die Panzerrinnen Materialstärken von bis zu 25 Millimetern. Diese Rinnen halten Kräfte von 13.000 Kilonewton ohne große Verformungen aus. Die Antriebe dieser Panzerförderer haben Antriebsleistungen von 3600 Kilowatt (3 * 1200 kW) und sind für Streblängen bis zu 500 Meter geeignet. Es können bis zu 8000 Tonnen pro Stunde gefördert werden. Die Panzerrinnen von Strebförderern besitzen eine seitliche Führung, die als Fahrbahn für den Walzenschrämlader oder für den Kohlenhobel genutzt wird. Außerdem haben die Strebförderrinnen an der Rinnenseite, die dem Kohlenstoß abgewandt ist, angeschraubte Aufsetzbleche die als Kabelkanal für die Motor- und Steuerleitungen benutzt werden. Um bei diesen Rinnen die Verschleißfestigkeit der Rinnenstöße zu erhöhen, werden hier besonders feste Stahlsorten wie z. B. Manganhartstahl eingesetzt. Zur Staubbekämpfung können an die Rinnen des Strebpanzers Düsen für die Hobelgassenbedüsung angebaut werden. Die Kette des Strebpanzers bewegt sich im Betrieb stets vom Hilfsantrieb zum Hauptantrieb.

### Ladepanzer
Ladepanzer dienen als Zwischenfördermittel zwischen dem Strebförderer und dem Streckenförderer. Der Panzer wird mit Aufsetzblechen versehen und kann so sehr große Fördergutmengen abfördern. Dadurch ist der Ladepanzer in der Lage, Förderspitzen aufzunehmen, die beispielsweise bei der Talfahrt des Hobels entstehen. Bedingt durch die umlaufenden Mitnehmer wird der Förderguthaufen an der Abwurfstelle auf das Streckenförderband auseinandergezogen. Dadurch kommt es zu einer gleichmäßigen Beladung des Förderbandes. In den Ladepanzer lässt sich ein Schlagwalzenbrecher integrieren, um größere Gesteinsbrocken zu zerkleinern. Dies ist insbesondere für den Weitertransport des Gesteins auf dem Gurtbandförderer und zur Vermeidung von Förderstörungen durch Verstopfungen des Bunkers erforderlich. Der Ladepanzer unterscheidet sich vom normalen Streckenpanzer durch eine etwas andere Bauform. Beim Ladepanzer wird das Antriebsende auf ein ansteigendes Traggerüst montiert. Das Traggerüst wird auf Rollen gesetzt, dadurch ist der Panzer leichter verfahrbar. Für die Antriebsstation wird ein in Förderrichtung montierter Druckluft- oder Drehstrommotor eingesetzt. Als Panzerrinnen werden kleinere Rinnen als beim Strebpanzer verwendet.

### Kurvenpanzer
Kurvenpanzer, auch Kurvenförderer oder Rollkurve genannt, werden im Bereich von Streckenkurven oder im Übergangsbereich Streb/Strecke eingesetzt. Hierbei handelt es sich um Sonderkonstruktionen eines Förderers. Es gibt Kurvenförderer, die einen festen Kurvenradius von 90 Grad haben und fest verlegt werden. Nachteilig ist bei diesen Förderern der fest vorgegebene Radius und der hohe Wartungsaufwand.

### Mobile Panzer
Mobile Panzer werden als Fördermittel beim Abbau mit Continuous Minern eingesetzt. Diese Systeme setzen sich aus Stützwagen und Förderbrücken zusammen. Der Stützwagen dient in diesem System als Aufgabe- und Abwurfelement. Für ein komplettes System werden mindestens eine Förderbrücke und zwei Stützwagen benötigt. Der Stützwagen ist genauso wie die Förderbrücke mit einem Kettenkratzförderer ausgerüstet. Die Förderbrücken werden gelenkig am Stützwagen befestigt, dadurch sind auch Kurven von 90 Grad möglich. Durch das Zusammensetzen von Stützwagen und Förderbrücken kann so ein System beliebig lang gebaut werden. Allerdings wird für jeden Stützwagen ein Bergmann als Maschinenführer benötigt. Außerdem muss für jede zusätzliche Förderbrücke ein weiterer Stützwagen eingesetzt werden. Der Materialfluss erfolgt vom Stützwagen auf die erste Förderbrücke und von dort aus auf den nächsten Stützwagen. Der letzte Stützwagen in der gesamten Förderkette ist mit einem Gurtband ausgestattet, von dem das Fördergut auf das Förderband der Streckenförderung übergeben wird.

## Funktionsprinzip
Die Antriebsmotoren der Antriebsstation bewegen durch ihre Drehbewegung den am Antrieb angebauten Kettenstern. Durch die Drehbewegung des Kettensterns wird die Panzerkette in Förderrichtung durch das Obertrum gezogen. Dabei werden die an der Kette befestigten Mitnehmer in Förderrichtung weitergezogen. Am Ende des Rinnenstrangs wird die Kette wieder über einen Kettenstern geführt und in das Untertrum, auch Leertrum genannt, geführt. Das Fördergut wird durch Mitnehmer in der Panzerrinne durch einfaches Fortschieben bewegt. Die Kettengeschwindigkeit beträgt zwischen 0,5 und 0,7 Meter pro Sekunde, sie kann an die Förderleistung und an die jeweiligen Betriebsverhältnisse angepasst werden. Die Förderleistung des Strebförderers kann durch eine Steigerung der Laufgeschwindigkeit des Panzers erhöht werden. Allerdings muss die Laufgeschwindigkeit entsprechend dem jeweiligen Hobelverfahren im richtigen Verhältnis zur Geschwindigkeit des Hobels stehen.